# Ulla Carlsson
Ulla Carlsson (1965) è un'ex sciatrice alpina svedese.

## Biografia
Sciatrice polivalente, la Carlsson partecipò ai Mondiali juniores di Auron 1982 (20ª nello slalom gigante, 15ª nello slalom speciale) e Sestriere 1983 (25ª nello slalom gigante); vinse la medaglia d'oro nella discesa libera ai Campionati svedesi nel 1984 e ottenne l'unico piazzamento in Coppa del Mondo il 30 novembre 1987 a Courmayeur in slalom speciale (14ª). Non prese parte a rassegne olimpiche né ottenne piazzamenti ai Campionati mondiali.

## Palmarès

### Coppa del Mondo
- Miglior piazzamento in classifica generale: 91ª nel 1988

### Campionati svedesi
- 1 oro (discesa libera nel 1984)[1]